# Gong Ji-young
Gong Ji-young, in hangŭl: 공지영 (Seul, 31 gennaio 1963), è una scrittrice sudcoreana.

## Biografia
Nata nel 1963 a Seul, ha studiato letteratura inglese all'Università Yonsei.
Cresciuta durante le dittatura di Park Chung-hee e Chun Doo-hwan, negli anni '80 ha preso parte alle proteste studentesche in difesa della democrazia.
Ha iniziato a scrivere romanzi e saggi negli anni '90, ma ha ottenuto notorietà internazionale nel 2011 grazie alla trasposizione cinematografica del romanzo Togani, Ch'angbi. Pubblicato inizialmente online nel 2008 sul portale "Daum" con il titolo preso in prestito dal dramma teatrale Il crogiuolo di Arthur Miller, è ispirato a un caso di molestie sessuali avvenute nella scuola per non udenti "Gwangju Inhwa" venute alla luce nel 2005. La grande indignazione pubblica suscitata dall'uscita della pellicola ha fatto riaprire le indagini e portato alla firma di una legge soprannominata "Legge Dogani" contro i crimini sessuali nei confronti di minori e disabili.
Tra le autrici più popolari in Corea del Sud, i suoi libri hanno venduto più di 12 milioni di copie.

## Opere (parziale)

### Narrativa
- Muso-ŭi ppul-chŏrŏm honjasŏ kara (1993)
- Kodŭngŏ, Woongjin (1994)
- Ch'akhan yŏja, Han'gyŏre sinmunsa (1997)
- Come una sorella (Pongsun-i ŏnni, P'urŭn sup, 1998), Milano, Baldini Castoldi Dalai, 2007 traduzione di Ombretta Marchetti ISBN 978-88-6073-037-4.
- Tŏ isang arŭmdaun panghwang-ŭn ŏpta, P'urŭn sup (1998)
- Le nostre ore felici (Uri-dŭl-ŭi haengbokhan sigan, P'urŭn sup, 2005), Milano, Baldini Castoldi Dalai, 2009 traduzione di Vincenza D'Urso ISBN 978-88-6073-419-8.
- Togani, Ch'angbi (2009)

### Saggistica
- Ingan-e taehan yeŭi, Ch'angbi (1994)
- Chonjae-nŭn nunmul-rŭl hŭllinda, Ch'angbi (1999)
- Pyŏl-dŭr-ŭi tŭlp'an, Ch'angbi (2004)

## Premi e riconoscimenti (parziale)
Premio letterario Yi Sang
- 2011 vincitrice con Maenballo geulmog-eul dolda[9]

## Adattamenti cinematografici
- Urideur-ui haengbokhan sigan (우리들의 행복한 시간), regia di Song Hae-sung (2006)
- Dogani (도가니), regia di Hwang Dong-hyuk (2011)